# 恵洪寺
恵洪寺（えこうじ）は、宮城県岩沼市押分南谷地にある臨済宗妙心寺派の寺院である。山号は江南山（こうなんさん）と称する。
1664年（寛文4年）、北山五山の覚範寺第6世「徹宗宗源」の創建。

## 年中行事
- 1月 修正会
- 2月 涅槃会
- 3月 春彼岸、観音講
- 4月 花祭り
- 8月 子供坐禅会、施餓鬼会、境内ライトアップ
- 9月 秋彼岸
- 10月 地蔵盆供養
- 12月 成道会

## アクセス
- 仙台東部道路 岩沼インターチェンジより3分
- JR東北本線 岩沼駅から岩沼市民バスで20分